# Fas
Fas es una proteína de superficie de 36 kDa con un dominio citoplasmático de muerte celular conservado. El ligando Fas (FasL o Apo-1) es una proteína de membrana tipo II de 40 kDa miembro de la familia del factor de necrosis tumoral (TNF) que está altamente expresado en linfocitos activados.

## Fas en los procesos de apoptosis
La inducción de los procesos de muerte celular programada o apoptosis supone una activación de unas enzimas citosólicas denominadas caspasas. La activación de estas enzimas puede inducirse por dos vías distintas, una asociada a cambios en la permeabilidad mitocondrial y otra a señales originadas en los receptores de muerte celular, localizados en la membrana plasmática.
La vía intrínseca o mitocondrial de la apoptosis es el resultado de la desaparición de estímulos de supervivencia, esto provoca un aumento en la permeabilidad de las mitocondrias que libera al citoplasmas algunas proteínas como el citocromo c que actúa como cofactor de las proteínas activadoras de la apoptosis (Apaf-1). En linfocitos, esta vía no necesita ninguna señal activa secundaria a la activación de los receptores de muerte celular.
La vía extrínseca o mediada por receptores de la apoptosis se desencadena tras la unión de ligandos a receptores de muerte celular presentes en la superficie. Uno de estos receptores es Fas (CD95) y su ligando, FasL. FasL se une a Fas en la misma célula o células adyacentes, formándose grupos de tres o más moléculas de Fas. A causa de esta agregación, los dominios de muerte intracelulares de estos receptores agrupados por Fas se unen a una proteína adaptadora que contiene un dominio de muerte citosólico FADD (del inglés "dominio de muerte asociado a Fas"). FADD, por su parte, se fija a la forma inactiva de la caspasa-8 la cual experimenta una autoactivación catalítica y es entonces capaz de activar a otras caspasas efectoras y desencadenar la apoptosis. Esta vía de la apoptosis se llama muerte celular inducida por activación dado que se ve inducida por la activación receptor/ligando y no por la ausencia de estímulos de supervivencia. 
La vía Fas/FasL no es exclusiva de la muerte celular inducida por activación. En alguna células no linfocícitas como los hepatocitos las señales inducidas por Fas provocan un aumento de la permeabilidad mitocondrial de forma que las dos vías apoptóticas pueden actuar conjuntamente para desencadenar la apoptosis. La mayoría de las proteínas inductoras y reguladoras de la apoptosis conocidas son productos de genes que son homólogos a otros inicialmente identificados como reguladores de la apoptosis en C. elegans.
Existe una relación estrecha entre la participación del ligando Fas y la citotoxicidad mediada por los linfocitos T CD8+, mecanismo efector de gran importancia en la respuesta inmune antitumoral. Por ejemplo, la inactivación de las señales vía Fas debida a la baja expresión de este antígeno en la membrana puede llevar a la célula a una supervivencia anormal y contribuir al desarrollo y progresión de células transformadas.